# Ottfried (Vorname)
Ottfried ist ein männlicher Vorname, der aus den althochdeutschen Wörtern ot (Besitz, Reichtum) und fridu (Frieden, Sicherheit) zusammengesetzt ist. Varianten sind Otfried und Otfrid.

## Namensträger

### Einname
- Otfrid von Weißenburg (ca. 800 bis nach 870), althochdeutscher Dichter

### Vorname
- Ottfried von Bendeleben (1836–1908), deutsch-amerikanischer Expeditionsteilnehmer und Goldsucher
- Otfried Büsing (* 1955), deutscher Komponist und Professor für Musiktheorie
- Otfried H. Culmann (* 1949), deutscher Maler, Grafiker, Schriftsteller und Kurator
- Otfried Czaika (* 1971), deutsch-schwedischer Kirchenhistoriker
- Otfried Deubner (1908–2001), deutscher Klassischer Archäologe und Diplomat
- Otfried Eberz (1878–1958), deutscher Kulturphilosoph und Religionswissenschaftler
- Otfrid-Reinald Ehrismann (* 1941), deutscher germanistischer Mediävist
- Ottfried Graf von Finckenstein (1901–1987), freier Schriftsteller und Übersetzer
- Ottfried Fischer (* 1953), deutscher Schauspieler
- Otfrid Foerster (1873–1941), deutscher Neurowissenschaftler
- Otfrid von Hanstein (1869–1959), deutscher Schriftsteller
- Ottfried Hennig (1937–1999), deutscher Politiker
- Otfried Höffe (* 1943), deutscher Philosoph
- Otfried Hofius (* 1937), deutscher Theologe
- Otfried von der Ilm, eigentlich Julius Waldemar Grosse (1828–1902), deutscher Dichter
- Otfried Jarren (* 1953), deutscher Kommunikationswissenschaftler
- Otfried Krzyzanowski (1886–1918), österreichischer Lyriker
- Otfried Madelung (1922–2017), deutscher theoretischer Festkörperphysiker
- Otfried Hans von Meusebach (1812–1897), preußisch-amerikanischer Politiker
- Otfried Müller (1873?–1945), deutscher Mediziner
- Otfried Müller (1907–1986), deutscher Theologe
- Otfried Nassauer (1956–2020), deutscher Journalist und Friedensforscher
- Ottfried Neubecker (1908–1992), Heraldiker und Vexillologe
- Otfried Nippold (1864–1938), deutsch-schweizerischer Jurist und Friedenskämpfer
- Otfried Praetorius (1878–1964), deutscher Gymnasialprofessor und Genealoge
- Otfried Preußler (1923–2013), deutscher Kinderbuchautor
- Otfried Sander (1919–1990), deutscher Jurist und Politiker
- Otfried Steger (1926–2002), deutscher Politiker
- Otfried Wagenbreth (1927–2017), deutscher Geologe und Montanhistoriker
- Ottfried Zielke (1936–2016), deutscher Cartoonist, Zeichner, Maler und Buchkünstler

### Zweitname
- Hans Otfried Dittmer (1952–2018), deutscher Schriftsteller, Verleger und Heilpraktiker
- Frank Otfried July (* 1954), evangelischer Pfarrer und Landesbischof der Evangelischen Landeskirche in Württemberg
- Karl Otfried Müller (1797–1840), deutscher Altphilologe

### Familienname
- Hugo Müller-Otfried (1860–1933), deutscher Verwaltungsbeamter
- Paula Müller-Otfried (1865–1946), deutsche Sozialarbeiterin, Frauenrechtlerin und Politikerin (DNVP), MdR